# Sladenia integrifolia
Sladenia integrifolia är en tvåhjärtbladig växtart som beskrevs av Y. M. Shui. Sladenia integrifolia ingår i släktet Sladenia och familjen Sladeniaceae. Inga underarter finns listade i Catalogue of Life.